# Municipio de Polk (condado de Dade)
El municipio de Polk (en inglés: Polk Township) es un municipio ubicado en el condado de Dade en el estado estadounidense de Misuri. En el año 2010 tenía una población de 618 habitantes y una densidad poblacional de 5,12 personas por km².

## Geografía
El municipio de Polk se encuentra ubicado en las coordenadas 37°24′57″N 93°41′36″O / 37.41583, -93.69333. Según la Oficina del Censo de los Estados Unidos, el municipio tiene una superficie total de 120.59 km², de la cual 117,13 km² corresponden a tierra firme y (2,87 %) 3,46 km² es agua.

## Demografía
Según el censo de 2010, había 618 personas residiendo en el municipio de Polk. La densidad de población era de 5,12 hab./km². De los 618 habitantes, el municipio de Polk estaba compuesto por el 93,2 % blancos, el 0,16 % eran afroamericanos, el 0,49 % eran amerindios, el 0,16 % eran isleños del Pacífico, el 0,49 % eran de otras razas y el 5,5 % eran de una mezcla de razas. Del total de la población el 1,62 % eran hispanos o latinos de cualquier raza.